# Funivia di San Marino
Nella Repubblica di San Marino è presente una funivia che collega il centro storico di Città di San Marino a Borgo Maggiore. Inaugurata nel 1959 e rimodernizzata negli anni novanta, la funivia è uno dei mezzi di trasporto più usati, soprattutto dai turisti, per raggiungere il cuore della capitale.

## Dati tecnici
- Lunghezza inclinata: 338 m
- Dislivello: 166 m
- Velocità di viaggio: 6 m/s
- Capienza cabina: 50 + 1 persone
- Portata: 1 200 persone l'ora
- Potenza motrice: 180 kW[1]

## Storia
I lavori di costruzione della funivia sono iniziati nel 1956, con la ditta Agudio di Torino che si aggiudica l'appalto. Dopo tre anni di lavoro, i tecnici del Ministero dei Trasporti italiano effettuano la serie dei necessari collaudi.
Finalmente, nell'agosto del 1959 viene inaugurata la funivia. Il passeggero del primo viaggio è la statua della Madonna di Fatima, trasportata fino a Borgo Maggiore in elicottero.

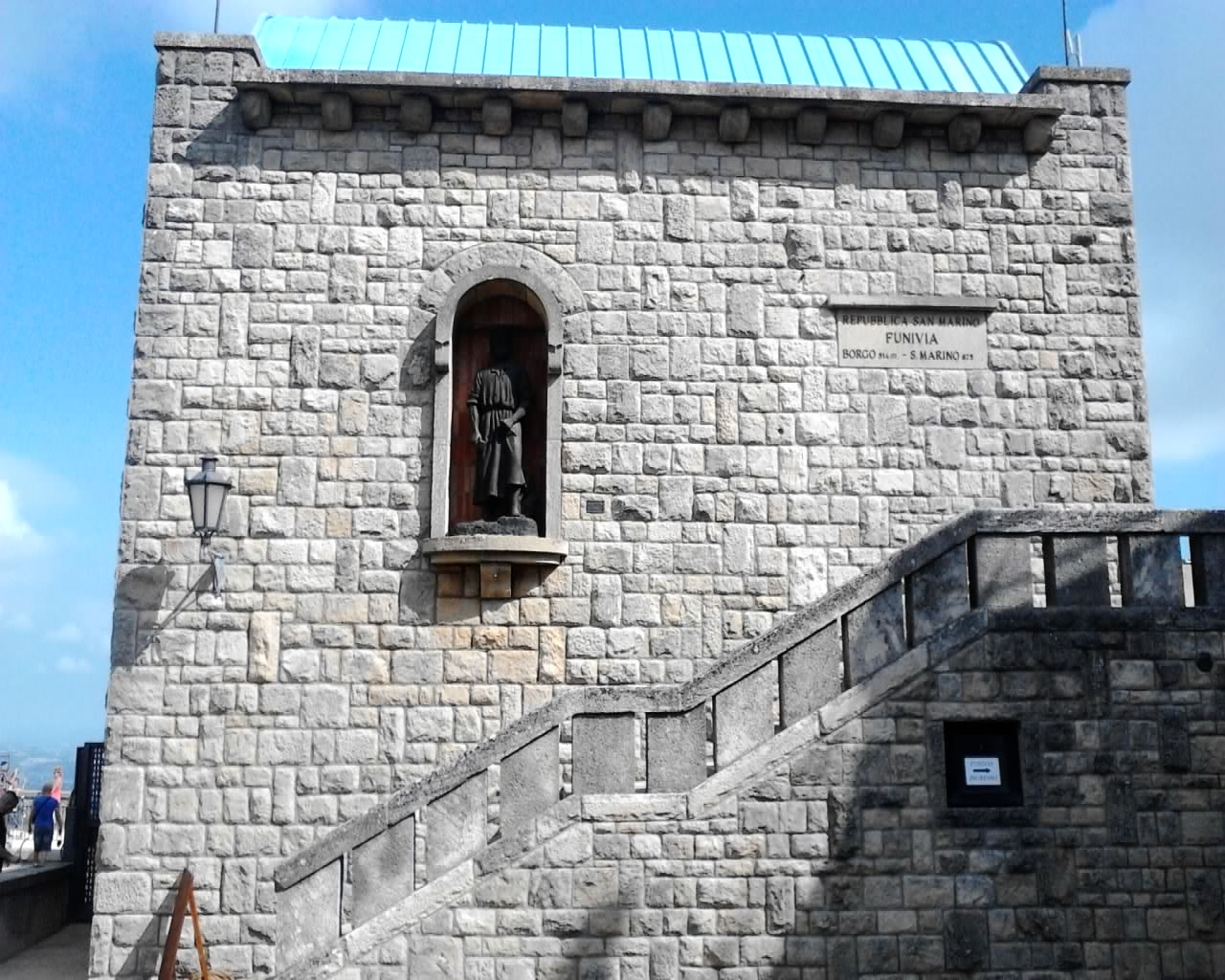
La torretta della funivia

Numerosissime sono le persone che, fin dai primi giorni successivi all'inaugurazione, si accalcano alle due stazioni per provare il nuovo mezzo di trasporto: vengono addirittura chiamati i gendarmi per calmare la folla.
Dopo una serie di ammodernamenti nel corso degli anni, il 5 marzo 1995 la funivia interrompe la sua attività, per essere sostituita da un modello più moderno a doppie funi portanti, di costruzione Doppelmayr Italia, inaugurato un anno dopo, il 25 maggio 1996 dai due Capitani Reggenti: Pier Paolo Gasperoni e Pietro Bugli. In 35 anni di servizio, la vecchia funivia aveva effettuato oltre 850 000 corse, trasportando più di 14 milioni di passeggeri (con una punta di 560 372 persone nel 1991).
Le nuove vetture dimostrano tutta la loro efficacia, essendo in grado di trasportare ben 50 persone a viaggio (contro le 20 della vecchia funivia) e la portata oraria sale da 530 a 1190 passeggeri. Il 22 agosto 1996 la funivia tocca il record di 10 455 persone trasportate in 164 corse.
Nel 2016, la Doppelmayr Italia S.R.L ha fatto un nuovo impianto con un nuovo ammodernamento con la sostituzione delle cabine.